# Ictiobus meridionalis
Ictiobus meridionalis — риба родини чукучанових (Catostomidae). Поширений у прісних водах Центральної Америку у південній Мексиці та Гватемалі. Тропічна демерсальна риба, що сягає 8,4 кг вагою.